# Георги Бошнаков
Георги Николов Бошнаков е български военен деец, генерал-майор, командир на 35-и пехотен врачански полк по време на Балканската война (1912 – 1913) и командир на 8-а пехотна тунджанска дивизия по време на Първата световна война (1915 – 1918).

## Биография
Георги Бошнаков е роден на 17 ноември 1862 г. в Горна Оряховица. През 1885 г. завършва Военното на Негово Княжеско Височество училище, като на 30 август е произведен в чин подпоручик.
По време на Сръбско-българската война (1885) е дружинен адютант в отряда на капитан Кисов. Служи в 4-ти пехотен плевенски полк, като ротен командир във Военното училище, помощник-командир на 10–и пехотен родопски полк. По време на Балканската война (1912 – 1913) е командир на 35-и пехотен врачански полк. По време на Първата световна война (1915 – 1918), в периода (1916 – 1917) командва 8-а пехотна тунджанска дивизия, след което е началник на 8-а дивизионна област.

## Семейство
Георги Бошнаков е женен и има 3 деца.

## Военни звания
- Подпоручик (30 август 1885)
- Поручик (1887)
- Капитан (1890)
- Майор (2 май 1902)
- Подполковник (18 май 1906)
- Полковник (27 януари 1913)
- Генерал-майор (27 февруари 1918)

### Награди
- Военен орден „За храброст“ III степен 1 и 2 клас
- Княжески орден „Св. Александър“ V степен без мечове, IV степен с мечове по средата
- Народен орден „За военна заслуга“ V степен на обикновена лента
- Орден „За заслуга“ на военна лента и същия орден на обикновена лента